# Ливезиле (Мехединци)
Ливезиле (рум. Livezile) насеље је у Румунији у округу Мехединци у општини Ливезиле. Oпштина се налази на надморској висини од 180 m.

## Становништво
Према подацима из 2002. године у насељу је живело 2077 становника, од којих су сви румунске националности.

### Хронологија
| Година       | 1992 | 1993 | 1994 | 1995 | 1996 | 1997 | 1998 | 1999 | 2000 | 2001 | 2002 | 2003 | 2004 | 2005 | 2006 | 2007 | 2008 | 2009 | 2010 | 2011 | 2012 | 2013 | 2014 | 2015 | 2016 | 2017 |
| ------------ | ---- | ---- | ---- | ---- | ---- | ---- | ---- | ---- | ---- | ---- | ---- | ---- | ---- | ---- | ---- | ---- | ---- | ---- | ---- | ---- | ---- | ---- | ---- | ---- | ---- | ---- |
| Становништво | 2296 | 2248 | 2207 | 2164 | 2112 | 2077 | 2036 | 1977 | 1966 | 1912 | 1852 | 1804 | 1787 | 1723 | 1690 | 1661 | 1635 | 1596 | 1564 | 1535 | 1526 | 1504 | 1484 | 1489 | 1460 | 1438 |